# Wasilij Adonkin
Wasilij Siemionowicz Adonkin (ros. Василий Семёнович Адонкин, ur. 25 marca?/7 kwietnia 1913 we wsi Chochłowe obecnie w obwodzie biełgorodzkim, zm. 17 marca 1944 w Finlandii) – radziecki lotnik morski, kapitan, Bohater Związku Radzieckiego (1944).

## Życiorys
Skończył 7 klas, pracował jako szofer w stacji maszynowo-traktorowej, uczył się w Orłowskim Instytucie Pedagogicznym, od 1937 służył w marynarce. W 1941 ukończył wojskowo-morską szkołę lotniczą w Jejsku, służył we Flocie Północnej, w maju 1941 został pilotem 72 mieszanego pułku lotniczego Sił Powietrznych Floty Północnej, od 22 czerwca 1941 uczestniczył w wojnie z Niemcami w składzie 6 Dywizji Lotnictwa Myśliwskiego Sił Powietrznych Floty Północnej. Jesienią 1941 został zastępcą dowódcy eskadry 72 mieszanego pułku lotniczego, a w czerwcu 1942 dowódcą eskadry 27 pułku lotnictwa myśliwskiego w stopniu kapitana, od 1942 należał do WKP(b), do lipca 1943 wykonał 365 lotów bojowych, w tym 31 szturmowych, stoczył 42 walki powietrzne, odnosząc 13 zwycięstw. W lipcu 1943 został dowódcą eskadry 78 pułku lotnictwa myśliwskiego, poza tym kilkakrotnie pełnił obowiązki dowódcy pułku, w październiku 1943 został pomocnikiem dowódcy 255 pułku lotnictwa myśliwskiego. Wykonał ponad lotów bojowych, w 50 walkach powietrznych strącił osobiście 17 i w grupie 4 samoloty wroga. Zginął w walce powietrznej na terytorium Finlandii.

## Odznaczenia
- Złota Gwiazda Bohatera Związku Radzieckiego (22 stycznia 1944[1])
- Order Lenina (22 stycznia 1944)
- Order Czerwonego Sztandaru (trzykrotnie, 14 lipca 1941, 2 czerwca 1942 i 7 lipca 1943)